# AICA ribonukleotid
5-Aminoimidazol-4-karboksamid ribonukleotid (5-amino-1-β-D-ribofuranozil-imidazol-4-karboksamid, ZMP) je intermedijer u formiranju inozin monofosfata.

## AICA-Ribonukleotid (AICAR)
AICAR je analog AMP molekula. On ima sposobnost stimulisanja aktivnosti AMP-zavisne proteinske kinaze (AMPK). AICAR se klinički koristi za tretiranje i zaštitu od srčanih ishemijskih povreda. U odsustvu tretmana dolazi do srčanog udara. Srčana ishemija je uzrokovana nedovljnim krvnim protokom i dovodom kiseonika do miokarda Ovaj lek je prvobitno korišten tokom 1980-tih kao metod za očuvanje krvnog protoka do srca tokom operacija. U današnje vreme se lek koristi i za treatment dijabetesa, jer povećava metaboličku aktivnost tkiva putem promena fizičke kompozicije mišića.